# Hyalolaena
Hyalolaena es un género de plantas pertenecientes a la familia Apiaceae. Comprende dieciséis especies descritas, de las cuales solo cuatro aceptadas.

## Taxonomía
El género fue descrito por Alexander von Bunge y publicado en Mémoires Presentes a l'Académie Impériale des Sciences de St.-Pétersbourg par Divers Savans et lus dans ses Assemblées 7: 304. 1854. La especie tipo es: Hyalolaena jaxartica Bunge	 

## Especies
A continuación se brinda un listado de las especies del género Hyalolaena aceptadas hasta septiembre de 2012, ordenadas alfabéticamente. Para cada una se indica el nombre binomial seguido del autor, abreviado según las convenciones y usos.
- Hyalolaena bupleuroides (Schrenk) Pimenov & Kljuykov
- Hyalolaena jaxartica Bunge
- Hyalolaena lipskyi (Korovin) Pimenov & Kljuykov
- Hyalolaena trichophylla (Schrenk) Pimenov & Kljuykov